# Карл Айхвалд
Карл Едуард фон Айхвалд е руски учен от германски произход - зоолог, геолог и лекар.
Роден е през 1795 г. в Митау, Курландия. Завършва (1823) „Медицина“ и става преподавател по зоология в Казанския университет. От 1827 г. преподава зоология и сравнителна анатомия във Вилнюс, а от 1838 - зоология, минералогия и медицина в Санкт Петербург. По-късно е преподавател и по палеонтология.

## Публикации
- „Reise auf dem Caspischen Meere und in den Caucasus“, 2 тома, 1834-1838
- „Die Urwelt Russlands“, 1840-1845
- „Le liaee Rossica, ou paleontologie de la Russie“, 3 тома, 1852-1868